# Los Barreros
Los Barreros ist ein Ort in der Parroquia Tiraña, in der Gemeinde Laviana der autonomen Region Asturien in Spanien.

## Geographie
Los Barreros wurde als Parroquia der Nachbarparroquia Tiraña zugeordnet.

## Verkehrsanbindung
Nächster Flugplatz ist Oviedo, 71 km entfernt.

## Wirtschaft
Die Landwirtschaft prägt seit alters her die Region.

## Klima
Angenehm milde Sommer mit ebenfalls milden, selten strengen Wintern. In den Hochlagen können die Winter durchaus streng werden.